# Język punan merah
Język punan merah – język austronezyjski używany przez grupę ludności w indonezyjskiej prowincji Borneo Wschodnie (kecamatan Kutai Barat, rzeka Mahakam). Według danych z 1981 roku posługuje się nim 140 osób.